# Schedotrioza occidentalis
Schedotrioza occidentalis är en insektsart som beskrevs av Taylor 1990. Schedotrioza occidentalis ingår i släktet Schedotrioza och familjen spetsbladloppor. Inga underarter finns listade i Catalogue of Life.